# Chance Brothers

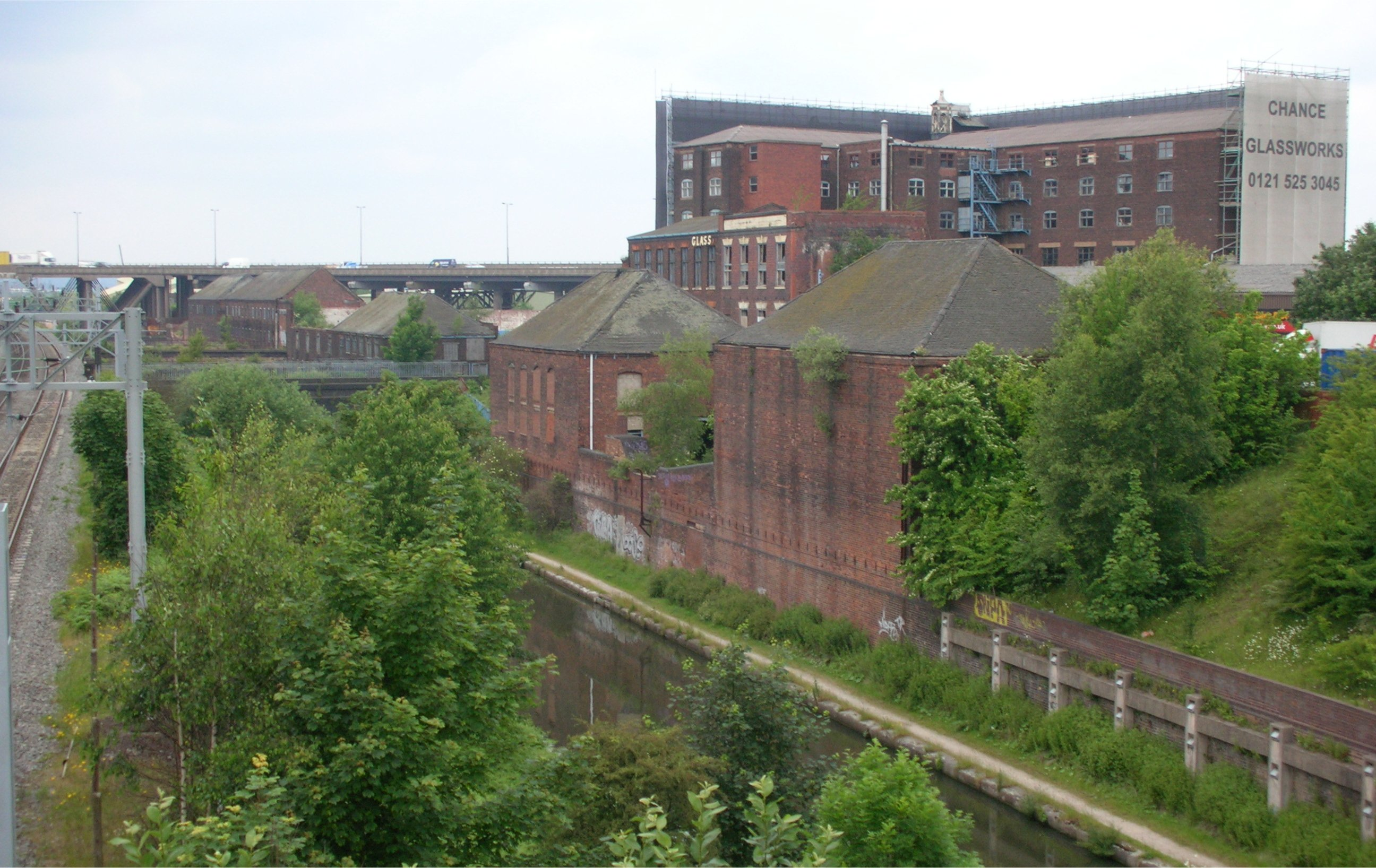
Chance Glassworks, Spon Lane, Smethwick

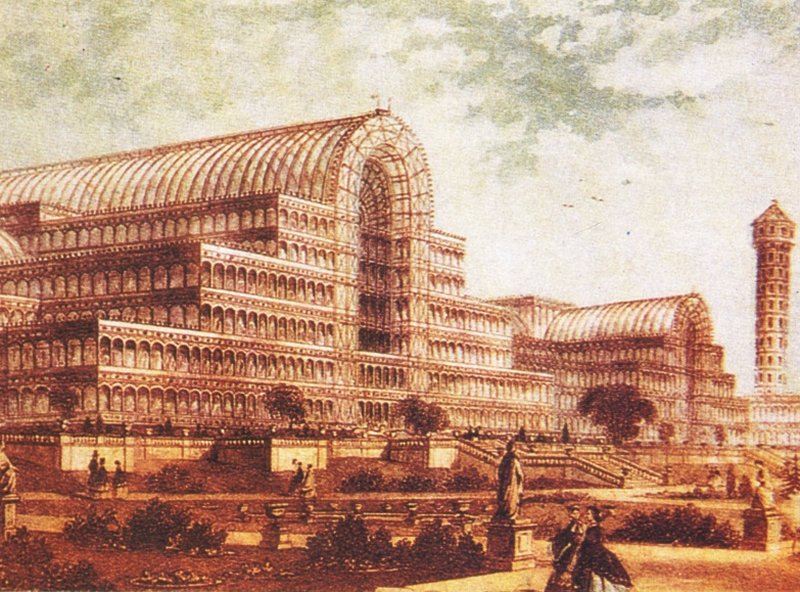
Palacio de Cristal de Londres (1851). Proyectado por Joseph Paxton, estaba recubierto por el vidrio fabricado por Chance Brothers.

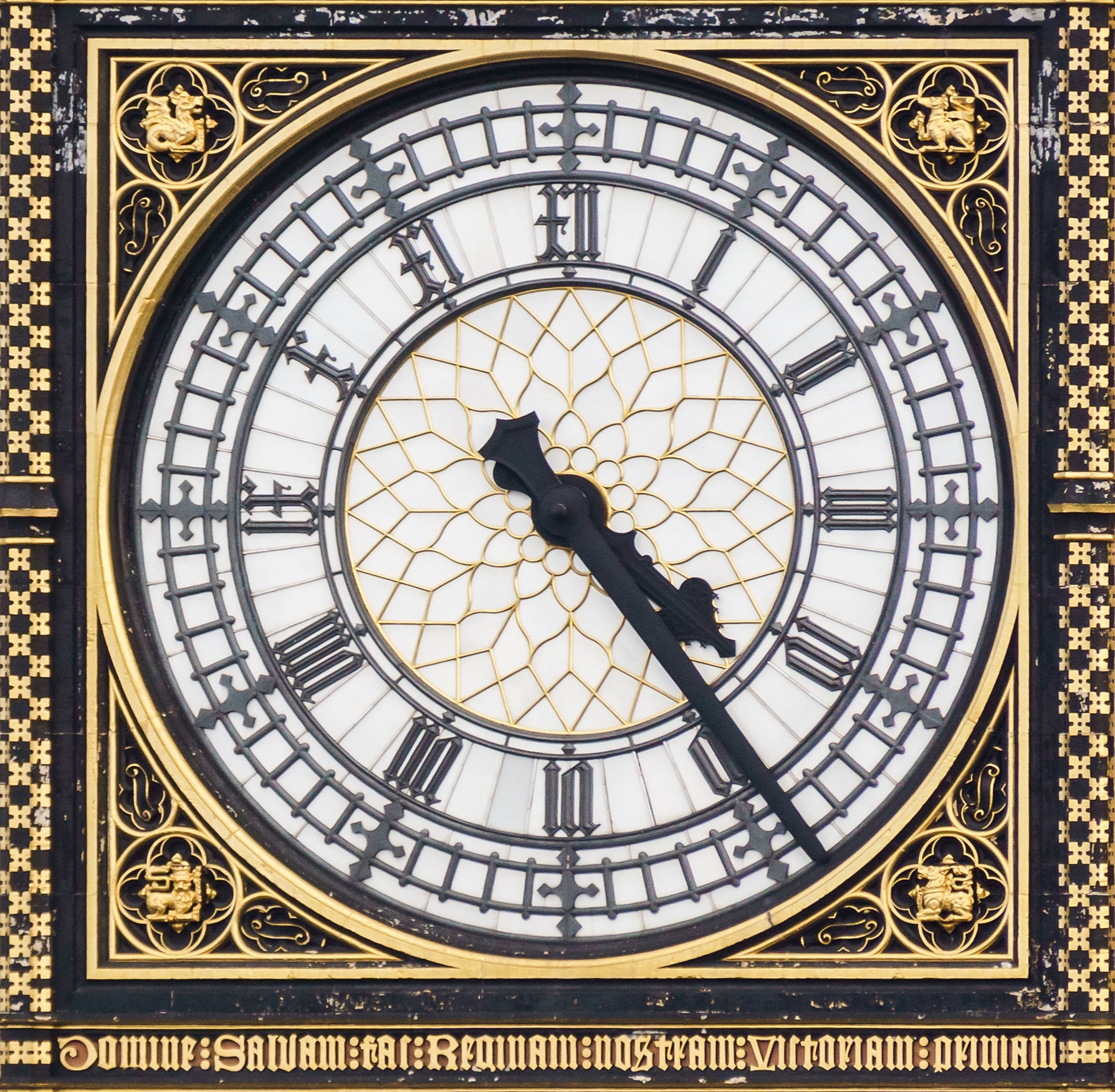
Vidrio opalino de las esferas del Big Ben, producido por Chance Brothers

Chance Brothers and Company (Hermanos Chance y Compañía) fue una empresa fabricante de vidrio, originalmente basada en Spon Lane, Smethwick, Midlands Occidentales (anteriormente en Staffordshire), en Inglaterra. Fue una compañía líder en su sector, pionera de la tecnología del vidrio en Gran Bretaña.
Fundada en 1824, durante sus casi dos siglos de historia numerosos cambios afectaron a la compañía, que actualmente privatizada, continúa operando con el nombre de Chance Glass Limited, estando especializada en vidrio industrial. Está ubicada en Malvern, Worcestershire, en una de las antiguas pequeñas fábricas subsidiarias del grupo empresarial.
Siendo el mayor fabricante de vidrio en el Reino Unido, la empresa fue conocida en distintas épocas por sus instalaciones ópticas para faros, sus vidrios arquitectónicos (con obras tan destacadas como el Palacio de Cristal de Londres), sus lentes para grandes telescopios (como el telescopio Craig), o las primeras jeringuillas de vidrio con agujas intercambiables.

## Historia
La familia Chance, originaria de Bromsgrove, se dedicaba a labrar la tierra y a la producción de mercancías artesanales antes de instalar un negocio en Smethwick en 1824. Situado entre Birmingham y el Black Country, en el corazón de la aglomeración industrial de las Midlands, el lugar disponía de abundantes trabajadores especializados, de una extensa red de canales y de muchos de los adelantos que se estaban produciendo en aquella época.

### SigloXIX
Robert Lucas Chance (8 de octubre de 1782 – 7 de marzo de 1865), conocido como 'Lucas', compró en 1824 los talleres de la Compañía Británica de Vidrio Crown, situados en Spon Lane. La compañía estaba especializada en hacer vidrios de ventana del tipo crown. La compañía pasó tiempos difíciles, hasta que su supervivencia quedó garantizada en 1832 gracias a la inversión efectuada por William Chance (29 de agosto de 1788 – 8 de febrero de 1856), hermano de Lucas y propietario de un negocio de venta de hierro en Birmingham. Después de disolver en 1836 la sociedad que se había formado con los hermanos Hartley, Lucas y William Chance pasaron a ser socios en el negocio, rebautizado como Chance Brothers and Company (Hermanos Chance y Compañía).
Chance Brothers estuvo entre las primeras fábricas de vidrio de Europa que introdujeron el proceso de producción de vidrio plano mediante el desplegado de piezas cilíndricas, y la compañía pasó a ser conocida como "El fabricante de vidrio más grande de Gran Bretaña". En 1832, fue la primera fábrica británica en producir vidrios planos a partir de cilindros soplados, utilizando trabajadores franceses y belgas. En 1839 James Timmins Chance patentó un sistema perfeccionado de fabricación de vidrios planos. En 1848, bajo la supervisión de Georges Bontemps, un cristalero francés de Choisy-le-Roi, quien había adquirido el secreto del batido del vidrio después de las muertes de Pierre-Louis Guinand y de Joseph von Fraunhofer (pioneros en la fabricación de lentes de alta precisión para telescopios astronómicos), se instaló una nueva planta para fabricar vidrios flint y crown para óptica de faros, telescopios y cámaras. Bontemps apalabró compartir el secreto con los Hermanos Chance y permaneció en Inglaterra para colaborar con ellos durante seis años. Solamente otras tres compañías en Gran Bretaña fabricaban vidrio de la misma manera: Pilkington de St Helens, Hartleys de Sunderland y Cooksons de Newcastle.
Otros proyectos de Chance Brothers incluyeron los vidrios del Palacio de Cristal para albergar la Gran Exposición de 1851, y el Parlamento de Westminster (construido entre 1840 y 1860). En aquella época era la única firma capaz de producir el vidrio opalino de las cuatro caras de la Torre del Reloj de Westminster que aloja la famosa campana, el Big Ben. También fabricaron las ventanas ornamentales de la Casa Blanca de Washington. Otros productos incluían vitrales, pantallas de lámparas ornamentales, placas para microscopio, vidrio pintado, tubos de vidrio y todo tipo de vidrios especiales.
Realizaron una lente de 24 pulgadas (62 cm) de vidrio flint para el malogrado telescopio Craig. El fabricante francés de lentes George Bontemps colaboró en este proyecto, de unas dimensiones desmesuradas para su época. Realizaron solo una de las dos lentes del doblete acromático, siendo la otra fabricada por la Thames Plate Glass Company.
En 1870 Chance Brothers tomó el control sobre la Nailsea Glassworks, pero problemas con el suministro del carbón llevaron a la clausura de aquel negocio.
Elihu Burritt (1810-1879) el filántropo y activista social estadounidense, afirmó sobre Chance Brothers que: "En ningún otro establecimiento del mundo puede uno hacerse una idea tan completa de los usos infinitos para los que puede servir el vidrio como en estos inmensos talleres".
En 1900 se creó un título de barón para James Timmins Chance (22 de marzo de 1814 - 6 de enero de 1902), un nieto de William Chance, el iniciador del negocio familiar en 1771. James dirigió Chance Brothers hasta su jubilación en 1889, cuando la compañía pasó a ser una empresa cotizada en bolsa y su nombre cambió a Chance Brothers & Co. Ltd.
Sir James Chance fue el primer baronet.

### SigloXX

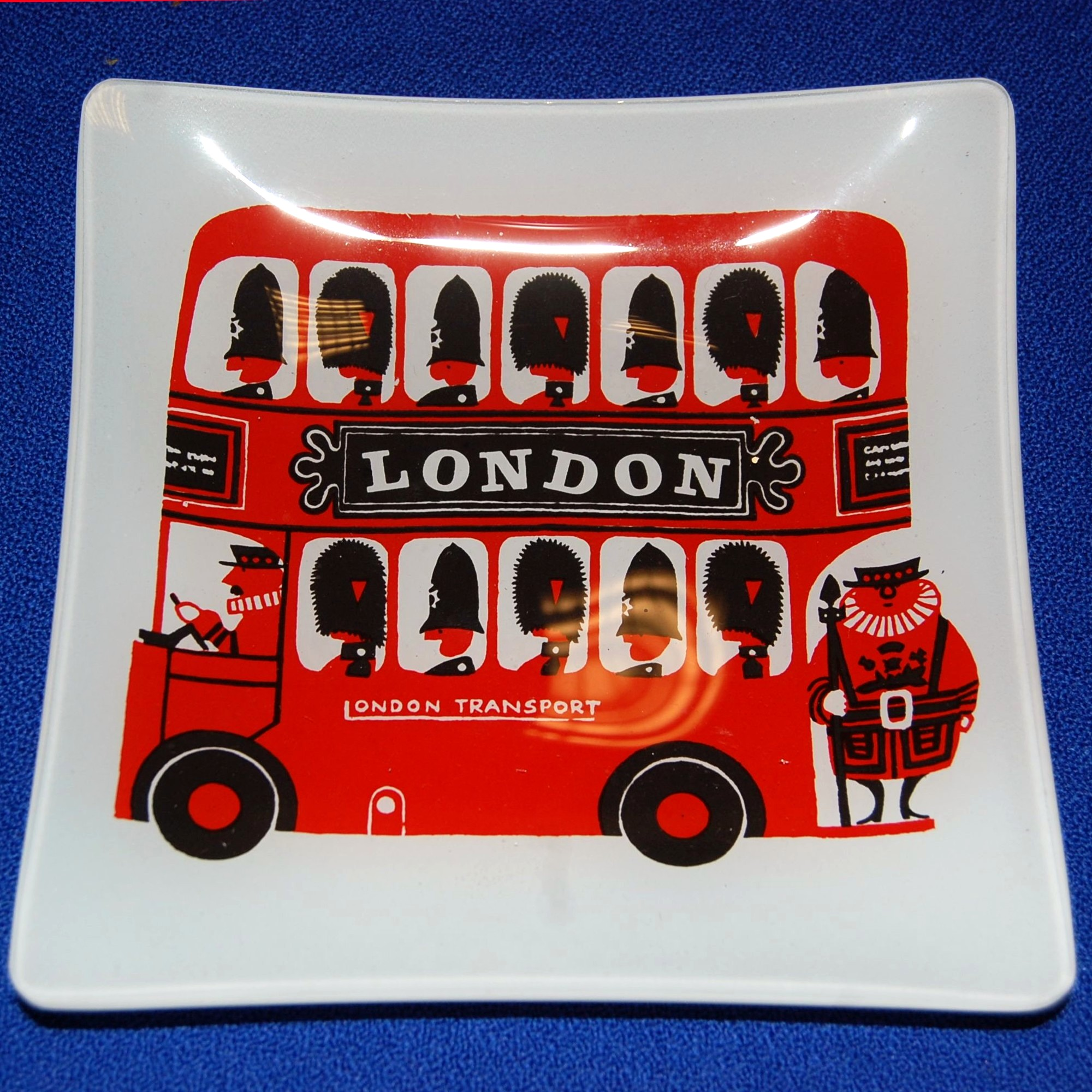
Cenicero de vidrio recuerdo de Londres

Otro miembro de la familia, Edgar Chance, un notable ornitólogo, dirigió la empresa entre la Primera y la Segunda Guerra Mundial.
A comienzos del siglo XX, Chance Brothers desarrolló nuevos procesos de fabricación de vidrio, como la soldadura innovadora de un tubo de rayos catódicos utilizado para los detectores de radar.
Chance también popularizó las vajillas de vidrio moldeado, de la línea denominada Fiestaware, que incluían muchos diseños innovadores, como el famoso patrón Swirl (1955) a base de volutas, o motivos como Encajes (1951), Cielo Nocturo (1957), Hojas Verdes (1958), Calypto (1959), o con representaciones florales con Anémonas (1965).
Pilkington Brothers adquirió un 50% del capital en 1945, pero Chance Brothers continuó siendo en gran parte dirigida por separado, estableciéndose una fábrica en Malvern, Worcestershire, en 1947 para especializarse en vidrio de laboratorio, estableciéndose como subsidiaria con el antiguo nombre de Chance Brothers Ltd. En 1948, la planta de Malvern produjo la primera jeringuilla intercambiable del mundo. A finales de 1952, Pilkington había asumido el control financiero total de Chance Brothers, pero no se implicó activamente en su administración hasta finales de los años 1960. Cuando las jeringuillas de plástico deshechables desplazaron al vidrio en los años 1960, se diversificó la gama de sus productos de precisión.
La producción de vidrio plano cesó en Smethwick en 1976, siendo absorbida por las fábricas de Pilkington en St Helens. El resto de los trabajos cerró a finales de 1981, tras más de 150 años de producción de vidrio en Smethwick. El procesamiento de tubos de vidrio restante, especialmente la fabricación de jeringuillas y cristalería de laboratorio, se trasladó a la planta de Malvern.
En 1992, durante un periodo de racionalización en Pilkington, la planta de Chance en Malvern se vendió y pasó a ser de propiedad privada, convirtiéndose en una compañía independiente, cambiando su nombre registrado a Chance Glass Limited, pero reteniendo el logotipo histórico de Chance. Desde entonces, la compañía ha continuado desarrollando su gama de productos y procesos; incluyendo sectores como el farmacéutico, el químico, la metrología, la electrónica y las industrias de iluminación.

## Tecnología

### Faros

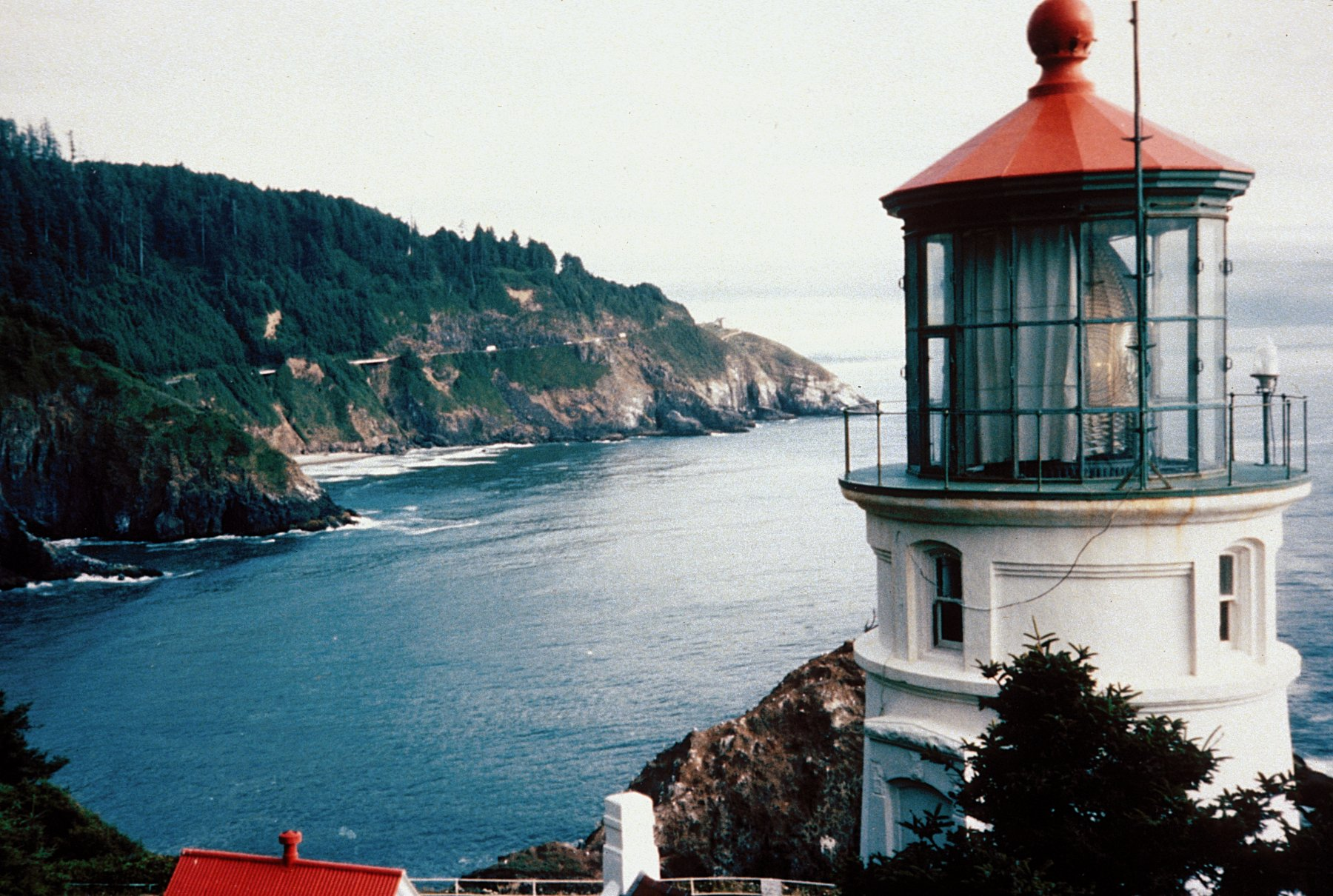
Luminaria del faro de Heceta en Oregón. Sus lentes de Fresnel, construidas por Chance Brothers en los primeros años 1890, continúan en operación en esta instalación histórica

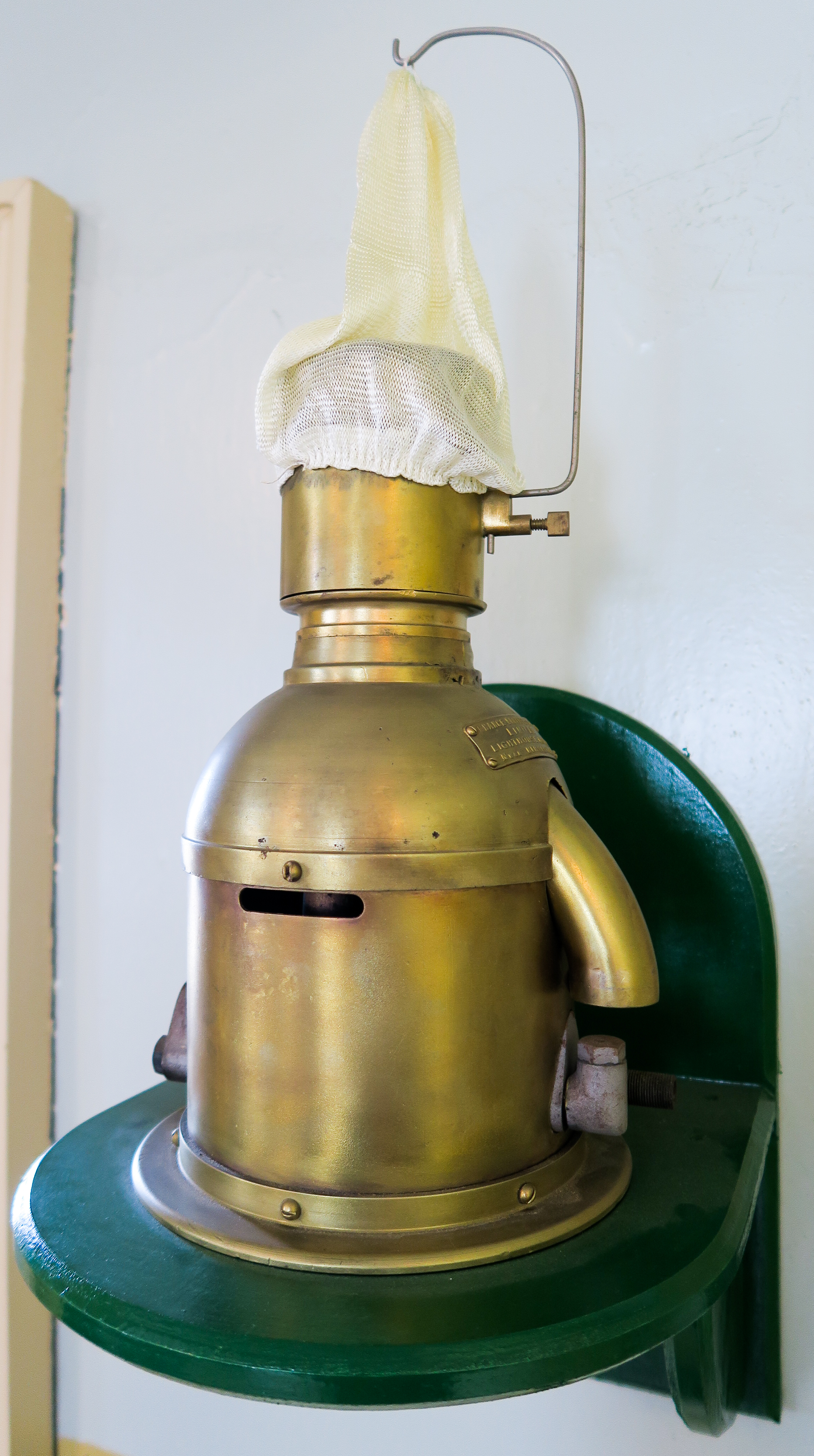
Una Instalación de camisa incandescente de vapor de petróleo de 85 mm, fabricada por Chance Brothers, que proporcionó la luz del faro de Sumburg Head hasta 1976. La lámpara (fabricada hacia 1914) quemaba keroseno vaporizado (parafina); el vaporizador era caldeado por un quemador de alcohol metílico para su puesta en marcha. Cuando ya estaba encendido, una parte del combustible vaporizado era desviada a un mechero Bunsen para mantener el vaporizador caliente y el combustible en forma de vapor. El combustible se impulsaba hasta la lámpara mediante aire a presión; el farero tenía que bombear aire comprimido más o menos cada hora. La "camisa blanca" está hecha de un tejido incombustible, impregnado en sales que sometidas a la llama se ponen incandescentes, produciendo una potente luz blanca.

Hacia 1851, Chance Brothers llegó a ser una compañía de ingeniería de faros importante, produciendo componentes ópticos, maquinaria, y otro equipamiento para faros de todo el mundo.
James Timmins Chance inició la colocación de lámparas de faro dentro de una jaula rodeada por lentes de Fresnel para aumentar el rendimiento de los haces de luz, revolucionado el diseño de faros. Otra innovación importante de Chance Brothers fue la introducción de la óptica rotativa, permitiendo distinguir faros adyacentes por la frecuencia de sus destellos. El destacado físico e ingeniero inglés John Hopkinson inventó este sistema.

### Vidrio arqutectónico
Una de las contribuciones importantes de Chance fue el desarrollo del vidrio arquitectónico. Durante el siglo XX, fue el principal producto de la compañía.

### Esferas del Big Ben
El vidrio opalino alemán de las caras del reloj de la Torre del Palacio de Westminster (albergando el Big Ben) sufrió daños por las bombas de la Luftwaffe durante la Segunda Guerra Mundial. Las piezas de vidrio afectadas tuvieron que ser reemplazadas, pero debido a las diferencias de color, se decidió reemplazarlo todo. El vidrio opalino fue fabricado por Chance Brothers.

### Grandes vidrios
Hacia 1848, Chance fue una de las primeras compañías en producir piezas muy grandes de vidrio de ventanas, utilizando la tecnología desarrollada a raíz de satisfacer un pedido de Joseph Paxton para un gran invernadero en una propiedad de los Duques de Devonshire en Chatsworth. Este trabajo llevó a la adjudicación del contrato para los vidrios del Palacio de Cristal en 1851, obra que le reportó a Joseph Paxton un título nobiliario.

### Filtros ultravioleta
Basándose en la tecnología desarrollada por William Crookes, Chance Brothers perfeccionó la fabricación de vidrio óptico capaz de bloquear la nociva luz ultravioleta del Sol sin perder su transparencia. Chance continuó utilizando la marca Crookes hasta los años 1960.

### Tubos de rayos catódicos
Chance desarrolló tubos de rayos catódicos justo antes del estallido de la Segunda Guerra Mundial. Utilizando el vidrio del tipo Hysil, un vidrio de borosilicato similar al Pyrex, Chance fue un importante colaborador desarrollando métodos de fabricación de los tubos precursores de las pantallas de televisión, utilizadas en los detectores de radar.

### Tubos calibrados de precisión
También desarrolló los tubos de vidrio calibrados de precisión, comercializados bajo la marca Veridia en la década de 1950.

## Sede histórica
La fábrica de vidrio está situada entre dos ramas de los Canales Navegables de Birmingham (BCN), cerca de Spon Lane y posee varios elementos catalogados de Grado II, como almacenes y puentes sobre el canal adyacente. Las instalaciones quedan dentro del Área de Conservación de las Cumbres de Smethwick y del Valle de Galton, e incluyen un monumento conmemorativo catalogado dedicado a James J. Chance, uno de los socios, en West Smethwick Park.

## Archivos de Chance Brothers Ltd
Los archivos de Chance Brothers Ltd. se conservan en el Servicio de Archivos e Historia de la Comunidad de Sandwell.
El impacto social y económico de la compañía en la región es el tema de un proyecto patrocinado por el fondo Heritage Lottery Fund.

## Lecturas relacionadas
- Chance, J. F. (1919) A History of the Firm of Chance Brothers & Co., Glass and Alkali Manufacturers. London: Printed for private circulation by Spottiswoode, Ballantyne & Co. (a postscript was added in 1926)

## Imágenes de edificios catalogados
- Historic England. «9/135 Double range of warehouses on canal side, 1840-52- Grade II (219348)». Images of England.
- Historic England. «9/132 Seven storey warehouse, 1847 - Grade II (219345)». Images of England.
- Historic England. «9/133 Two warehouses - Grade II (219346)». Images of England.
- Historic England. «9/134 Warehouse - Grade II (219347)». Images of England.
- Historic England. «9/11 Canal bridge - Grade II (219210)». Images of England.
- Historic England. «9/10 Hartley Canal bridge - Grade II (219209)». Images of England.
- Historic England. «9/12 Canal railway bridge - Grade II (219211)». Images of England.
- Historic England. «Memorial to James J. Chance in West Smethwick Park - Grade II (219389)». Images of England.

- Datos: Q5070708
- Multimedia: Chance Brothers / Q5070708